# Réarrangement de Wagner-Meerwein
Un réarrangement de Wagner-Meerwein est un réarrangement 1,2 sur un carbocation au cours duquel un groupe alkyle ou aryle (ou un atome d'hydrogène) migre d'un carbone à un carbone voisin,. Cette réaction tient son nom de Georg Wagner et Hans Meerwein.
Ce type de réarrangement a été mis en évidence pour la première fois sur des terpènes bicycliques, comme la transformation de l'isobornéol en camphène.